# Фолкнер, Кристен
Кристен Фолкнер (англ. Kristen Faulkner; род. 18 декабря 1992, Хомер, Аляска) — американская велогонщица, выступающая за женскую команду UCI EF-Oatly-Cannondale. Двукратная олимпийская чемпионка 2024 года (групповая шоссейная гонка и командное преследование на треке). Чемпионка США по шоссейному велоспорту.

## Биография
Фолкнер родилась в Хомере, штат Аляска. Выросла в рыбацкой общине на Аляске вместе с четырьмя братьями и сестрами — Кэти, Эндрю, Уильямом и Николасом.
В 2016 году Кристен Фолкнер окончила Гарвардский университет со степенью бакалавра по информатике, во время обучения занималась академической греблей. Ей принадлежит рекорд университета по самому быстрому времени на дистанции 2 км в закрытых помещениях среди женщин в лёгком весе. До этого она училась в Академии Филлипса в Массачусетсе, где была отличницей и занималась бегом, плаванием и греблей.
Фолкнер начала заниматься велоспортом в Нью-Йорке в 2017 году, когда работала юристом в фирме Bessemer Venture Partners. В 2018 году она переехала в область залива Сан-Франциско, в 2020 году присоединилась к команде Team Tibco-Silicon Valley Bank. В течение первого года профессиональной велокарьеры она работала полный рабочий день в качестве юриста в фирме Threshold Ventures, в Кремниевой долине. На Панамериканских играх 2023 года стала чемпионкой в групповой гонке. В октябре 2023 года Фолкнер присоединилась к женской континентальной команде UCI EF-Oatly-Cannondale на сезон 2024 года.
Фолкнер уверенно начала сезон 2024 года со своей новой командой. Она выиграла гонку Омлоп ван хет Хегеланд и четвёртый этап Ла Вуэльта Фамм. В мае она выиграла групповую гонку и заняла второе место в индивидуальной гонке на чемпионате США по шоссейнном веелоспорту. После этого она была отобрана вместе с Хлоей Дайгерт для участия в групповой гонке на шоссе и командной гонке преследования на треке налетних Олимпийских играх 2024 года.
Несмотря на то, что Фолкнер была заменена в олимпийской команде 2024 года, она стала первой американкой, завоевавшей золотую медаль по шоссейному велоспорту за последние 40 лет, заняв первое место групповой гонке. Она закончила 158-километровую гонку на 58 секунд раньше серебряного и бронзового призёров, которые завершили гонку фотофинишем.

## Рейтинги
| Год                 | 2020  | 2021 | 2022 | 2023  | 2024 |
| ------------------- | ----- | ---- | ---- | ----- | ---- |
| Мировой рейтинг UCI | 177-й | 24-й | 26-й | 250-й | 26-й |
| Мировой тур UCI     | 92-й  | 12-й | 25-й | 149-й | 64-й |
|                     |       |      |      |       |      |
| Источник: UCI       |       |      |      |       |      |